# Andrei Zadorozhniv
Andrei Zadorozhniv (Rusia, 3 de septiembre de 1973) es un atleta ruso retirado especializado en la prueba de 1500 m, en la que consiguió ser medallista de bronce europeo en pista cubierta en 1998.

## Carrera deportiva
En el Campeonato Europeo de Atletismo en Pista Cubierta de 1998 ganó la medalla de bronce en los 1500 metros, con un tiempo de 3:44.93 segundos, tras el portugués Rui Silva y el francés Abdelkader Chékhémani.